# 모 개프니
모 개프니(Mo Gaffney, 1958년 11월 5일 ~ )는 미국의 배우이다.
샌디에이고에서 태어났다.

## 출연 작품
- 퀄리티 프라블럼스 (2017년)
- 앱솔루틀리 패벌러스: 더 무비 (2016년)
- 도시 탈출 (1999년)
- 드롭 데드 고저스 (1999년)
- 해피 텍사스 (1999년) - 브롬리 부인 역
- 더 샷 (1996년)
- 트레이시 테이크 온 (1996년)
- 앱솔루틀리 패벌러스 (1992년) - 보 역
- 결혼 이야기 (1992년)
- 타인의 돈 (1991년)

### 텔레비전
- 요절복통 70 쇼 (2001-03) - 조앤 스터팍 역
- 프렌즈 (2001)
- 하우스 오브 라이즈 (2012-13) - 교장 기타 역
- 굿 닥터 (2018)